# Teng Fa
Teng Fa (čínsky pchin-jinem Dèng Fā, znaky tradiční 鄧發; 7. března 1906 — 8. dubna 1946) byl čínský komunistický politik, ve 30. a první polovině 40. let patřil k vedení Komunistické strany Číny.

## Život
Teng Fa se narodil 7. března 1906 v chudé rodině z Jün-fu v jihočínské provincii Kuang-tung. V roce 1921 odjel do Hongkongu, kde pracoval jako řemeslník. Vstoupil do odborů a spoluvedl stávku hongkongských námořníků v roce 1922. V roce 1925 vstoupil do Komunistické strany Číny. Aktivně se podílel na vedení velké stávky v letech 1925–1926 v Kuang-tungu a Hongkongu. Zúčastnil se Severního pochodu. Na jaře 1927 stanul v čele odborové organizace dělníků ropného průmyslu v Kuang-tungu. V prosinci téhož roku se účastnil kantonského povstání, v něm velel oddílům dělníků ropného průmyslu. Po pádu povstání žil v Hongkongu a Šanghaji, zastával funkce v městských výborech KS Číny v Hongkongu a Kantonu. V letech 1928–1929 vedl odborové organizace v Hongkongu.
V září 1930 ho ústřední výbor KS Číny přijal mezi své členy a koncem roku vyslal do západního Fu-ťienu jako tajemníka stranického výboru sovětské oblasti Min-Jüe-Kan (tj. regionu na styku hranic Fu-ťienu, Kuang-tungu a Ťiang-si). S místními komunisty (Teng C’-chuej, Čang Ting-čcheng, Lin I-ču, Luo Šou-čchun) zformoval nové vedení oblasti, které pod vlivem instrukcí ústředního výboru (jmenovitě Čou En-laje) o ohrožení správné stranické politiky „pravým oportunismem“ a konkrétně v jeho regionu infiltrací členů Socialistické demokratické strany začátkem roku 1931 rozpoutalo masivní čistku (analogickou souběžně probíhající čistce proti Antibolševické lize v centrální sovětské oblasti). Formálně byl Teng Fa podřízen ústřednímu byru centrální sovětské oblasti, ale do září 1931 jeho sovětskou oblast oddělovalo od centrální oblasti kuomintangské území, a proto na svěřeném území rozhodoval dosti samostatně. Terči čistky se stávali v prvé řadě komunisté z rodin statkářů a bohatých rolníků, během krátké doby se obětí represí stala polovina vlády sovětské oblasti a mnoho důstojníků rudých vojsk. Významné bylo vyloučení ze strany místního populárního předáka Fu Po-cchueje (který v sovětské oblasti odpovídal za resort financí), čistka vyprovokovala povstání oddílu Rudé armády v Kcheng-kchou. Čistka dosáhla vrcholu v březnu 1931 a trvala do konce roku. Jejími oběťmi se stalo 6352 lidí, výrazně oslabila místní stranickou organizaci, počet členů které klesl z 8 na 5 tisíc. K rozsahu čistky přispěly i osobní vlastnosti Feng Faa, který patřil k revolucionářům skromným až asketickým, celý život si zachoval idealismus počátků komunistického hnutí, a chování některých místních komunistických funkcionářů (život se dvěma manželkami apod.) vnímal jako neslučitelné s účastí na revolučním hnutí. Čou En-laj od srpna 1931 vyzýval k omezení represí a po příchodu do ústřední sovětské oblasti prosadil začátkem roku 1932 ukončení masových čistek.
Teng Fa na jaře 1932 přešel do ústřední sovětské oblasti na post náčelníka Správy politické bezpečnosti Čínské sovětské republiky (kterým byl jmenován na I. sjezdu sovětů v listopadu 1931). Do vedení správy však Čou En-laj dosadil své spolupracovníky, se kterými vedl stranické zpravodajství a bezpečnost v době pobytu stranického vedení v Šanghaji (Li Kche-nung, Pchan Chan-nien, Čchien Čuang-fej, Chu Ti, Li I-meng). V lednu 1934 byl Teng Fa na zasedání ÚV zvolen kandidátem politbyra.
Účastnil se Dlouhého pochodu, během něhož byl v září 1935 odvolán z vedení bezpečnosti a pověřen politickou prací v různých vojenských útvarech. Od listopadu 1935 do dubna 1936 zodpovídal ve vládě ústřední sovětské oblasti na pomezí provincií Šen-si, Kan-su a Ning-sia za zásobování potravinami. V dubnu 1936 odjel do Moskvy jako člen delegace KS Číny v Kominterně. Koncem roku 1937 se vrátil do Číny, a sice do Urumči na místo představitele 8. pochodové armády v Sin-ťiangu. V Urumči dohlížel nad studiem budoucích důstojníků Rudé armády v takzvaném „Novém táboře“ (šlo o několik set příslušníků 4. frontu, kteří se dostali do Sin-ťiangu roku 1935), ve spolupráci se Šeng Š’-cchajem, prosovětským správcem provincie, se podílel na umisťování komunistů do Šeng Š’-cchajovy administrativy.
Od konce roku 1939 do roku 1942 řídil Ústřední stranickou školu v Jen-anu. Při reorganizaci vedení školy v prosinci 1941 a únoru 1942 ztratil většinu vlivu na její chod a obsah výuky ve prospěch Maových stoupenců, Pcheng Čena a dalších. Nakonec byl v březnu 1942 odvolán ze školy, zůstala mu pouze nevýznamná funkce tajemníka výboru ÚV pro práci s masovými hnutími (výbor řídil organizace žen, odborů a mládeže, vedl jej předseda výboru Liou Šao-čchi).
Na VII. sjezdu Komunistické strany Číny v dubnu–červnu 1945 nebyl zvolen členem ÚV a vypadl tak z vedení strany. V roce 1945 vedl delegaci odborů osvobozených oblastí Číny na Mezinárodním odborovém kongresu v Paříži.
Účastnil se jednání s Kuomintangem na jaře 1946, při návratu do Jen-anu v dubnu 1946 zahynul při pádu letadla, spolu s ním zemřelo několik dalších předních čínských komunistů, a sice Čchin Pang-sien, Jie Tching a Wang Žuo-fej.